# Григорьевка (Россошанский район)
Григорьевка — хутор в Россошанском районе Воронежской области.
Входит в состав  Криничанского сельского поселения.

## География
На хуторе имеются две улицы — Большая Григорьевка и Малая Григорьевка.

## Население
| 1859 | 1897 | 2010 |
| ---- | ---- | ---- |
| 740  | ↘716 | ↘228 |

## Инфраструктура
Работает общество с ограниченной ответственностью «Гриф», занимающееся сельским хозяйством.